# Гусев, Александр Иванович (учёный)
Алекса́ндр Ива́нович Гу́сев (род. 7 сентября 1946, Свердловск) — физик, физикохимик, профессор, доктор физико-математических наук, заведующий лабораторией тугоплавких соединений Института химии твердого тела Уральского отделения РАН (1996—2008 гг.), в настоящее время главный научный сотрудник лаборатории нестехиометрических соединений, публицист.

## Область научных интересов
Физика и физическая химия твердого тела; фазовые превращения беспорядок-порядок, теория структурных фазовых переходов в твердом теле; структурная термодинамика сильно нестехиометрических соединений внедрения; кристаллохимия; физическое материаловедение; нанокристаллическое состояние и его влияние на структуру и свойства твердого тела.

## Публикации
Автор и соавтор более 650 научных публикаций, среди которых 24 монографии (с переизданиями):
- «Соединения переменного состава и их твердые растворы», Свердловск: УНЦ АН СССР, 1984. 291 с.
- «Термодинамика структурных вакансий в нестехиометрических фазах внедрения», Свердловск: Уральский научный центр АН СССР, 1987. 113 с.
- «Структурные фазовые переходы в нестехиометрических соединениях», Москва: Наука, 1988. 308 с.
- «Физическая химия нестехиометрических тугоплавких соединений», Москва: Наука, 1991. 286 с.им
- «Влияние высоких давлений и температур на дефектные фазы внедрения», Свердловск: Уральское отделение РАН, 1992. 114 с.
- «Квантовая химия в материаловедении: Тройные карбиды и нитриды», Екатеринбург: УрО РАН, 1996. 340 с.
- «Нанокристаллические материалы: методы получения и свойства», Екатеринбург: УрО РАН, 1998. 200 с.
- «Упорядочение в карбидах титана и ванадия», Екатеринбург: УрО РАН, 2000. 266 с.
- «Нанокристаллические материалы», Москва: Физматлит, 2000. 224 с.
- «Нанокристаллические материалы», 2-е издание, Москва: Физматлит, 2001. 224 с.
- «Нестехиометрия, беспорядок и порядок в твердом теле», Екатеринбург: УрО РАН, 2001. 579 с.
- «Disorder and Order in Strongly Nonstoichiometric Compounds: Transition Metal Carbides, Nitrides and Oxides», Berlin — Heidelberg — New York — London: Springer, 2001. 608 с.
- «Nanocrystalline Materials», Cambridge: Cambridge International Science Publishing, 2004
- «Наноматериалы, наноструктуры, нанотехнологии», Москва: Физматлит, 2005. 410 с.
- «Нестехиометрия, беспорядок, ближний и дальний порядок в твердом теле», Москва: Физматлит, 2007. 856 с.
- «Наноматериалы, наноструктуры, нанотехнологии», 2-е издание, Москва: Физматлит, 2007. 410 с.
- «Наноматериалы, наноструктуры, нанотехнологии», 3-е издание, Москва: Физматлит, 2009. 410 с.
- Tungsten Carbides: Structure, Properties and Application in Hardmetals.. — Cham-Heidelberg-New York-Dordrecht- London: Springer, 2013. — 256 с.
- Физика и химия карбидов вольфрама. Москва: Физматлит, 2013. 272 с.
- Nanostructured Lead, Cadmium and Silver Sulfides: Structure, Nonstoichiometry and Properties. Springer International Publishing AG: Cham-Heidelberg-New York-Dordrecht- London, 2017. 331 pp.
- Нестехиометрия в твердом теле. Физматлит: Москва, 2018. 640 с.
- Полупроводниковые наноструктуры сульфидов свинца, кадмия и серебра. Физматлит: Москва, 2018. 432 с.

Также автор 18 отечественных и 12 зарубежных обзоров, 375 статей в центральной отечественной и 75 статей в зарубежной печати, 5 отечественных и 1 зарубежного патента. На сайте «Русские ученые и инженеры — перечень» (https://www.proza.ru/go/www.proza.ru/2011/11/11/1394) назван классиком физики твердого тела как создатель нового научного направления — нестехиометрия в твердом теле.
Автор литературно-художественной книги мемуаров «Ангел мой, иди передо мной» (Екатеринбург: УрО РАН, 2008. — 383 с.)
Входит в число наиболее цитируемых российских ученых, имеющих более тысячи ссылок на свои научные работы (по данным сайта http://www.expertcorps.ru/science/whoiswho/ на 2 августа 2019 г. на работы А. И. Гусева имелось 5272 ссылок).